# Crepúsculo en Tokio
Crepúsculo En Tokio (en japonés: 東京暮色, romanizado: Tōkyō Boshoku) es una película de melodrama japonesa de 1957 de Yasujirō Ozu. Es la historia de dos hermanas (interpretadas por Ineko Arima y la habitual de Ozu, Setsuko Hara) que se reencuentran con una madre que las abandonó cuando eran niñas. La película se considera una de las películas de posguerra más oscuras de Ozu; es bien recibido aunque menos conocido. Es su última película rodada en blanco y negro.

## Argumento
Akiko Sugiyama (Ineko Arima) es una estudiante universitaria que aprende taquigrafía en inglés. Su hermana mayor, Takako (Setsuko Hara), huyendo de un matrimonio infeliz, regresó a casa para quedarse con Akiko y su padre Shukichi (Chishū Ryū) en Tokio, junto con su pequeña hija. Shukichi trabaja en un banco en Tokio. Akiko tiene una relación con su novio de la universidad Kenji (Masami Taura), lo que resulta en un embarazo no deseado. Posteriormente, Akiko aborta, tras un encuentro en el que se da cuenta de que su novio no la ama.
Mientras va a un salón de mahjong para buscar a Kenji, Akiko se encuentra con su propietaria Kisako (Isuzu Yamada), quien parece saber mucho sobre su familia. De regreso a casa, Takako se entera de Kisako por parte de Akiko y descubre que ella es su madre perdida hace mucho tiempo. Takako visita el salón para pedirle a Kisako que no le revele a Akiko quién es ella realmente, pero el plan fracasa. Akiko se entera de su visita y va a enfrentarse a Takako. Takako luego le revela que Kisako es su madre, que se escapó con otro hombre cuando Akiko aún era una niña pequeña. Conmocionada, Akiko va a confrontar a Kisako para preguntarle si es la hija de su padre. Ella se va enojada, molesta porque Kisako la abandonó cuando era niña, luego va a una tienda de fideos chinos por algo de sake. Su novio Kenji entra y los dos discuten. Akiko se va enojada y es atropellada por un tren en una intersección justo afuera de la tienda.
Akiko está gravemente herida y expresa el deseo de vivir y empezar de nuevo la vida en presencia de su padre y su hermana. En la siguiente escena, sin embargo, en una de las famosas elipses de Ozu, una amargada Takako va a visitar a su madre para contarle la noticia de la muerte de Akiko. Kisako está angustiada y acuerda con su marido que dejará Tokio para ir a su nuevo trabajo en Hokkaido. Justo antes de su partida, ella va a los Sugiyama para ofrecer sus condolencias y contarle a Takako su decisión. Takako no va a despedirla a la estación de tren.
En la última escena de la película, Takako le revela a su padre que volverá con su marido para intentar que su matrimonio vuelva a funcionar. No quiere que su hija tenga la misma experiencia que Akiko, quien creció sin conocer a uno de sus padres. Shukichi está de acuerdo con su decisión.

## Reparto
| Actor             | Role                                       |
| ----------------- | ------------------------------------------ |
| Ineko Arima       | Akiko Sugiyama                             |
| Setsuko Hara      | Takako Numata, hermana mayor de Akiko      |
| Chishu Ryu        | Shukichi Sugiyama, el patriarca Sugiyama   |
| Isuzu Yamada      | Kikuko Soma                                |
| Haruko Sugimura   | Shigeko Takeuchi, hermana de Shukichi      |
| Masami Taura      | Kenji, novio de Akiko                      |
| Nobuo Nakamura    | Sakae Soma, el nuevo marido de Kikuko      |
| Kamatari Fujiwara | el propietario del restaurante de fideos   |
| Kinzo Shin        | Yasuo Numata, el marido separado de Takako |
| Teiji Takahashi   | Noburo Kawaguchi                           |
| Sō Yamamura       | amigo de shukichi                          |
| Seiji Miyaguchi   | Policía                                    |
| Tsusai Sugawara   | dueño de salón de mahjong                  |

## Recepción
Varios críticos consideran que Crepúsculo En Tokio es una de las obras más sombrías del director . Aunque rara vez se proyecta ,  tiene un 100% en Rotten Tomatoes con una calificación promedio de 7,8/10 . En el sitio agregador de reseñas Metacritic, la película tiene un índice de 87/100 de 7 reseñas que indican: Aclamación Universal . En The New Yorker, Richard Brody argumentó: "Este turbulento y sombrío melodrama familiar, de 1957, se aleja de lo sensiblero y se le da profundidad emocional y peso filosófico bajo la dirección de Yasujiro Ozu" .  Fred Camper del Chicago Reader lo declaró uno de los mejores trabajos del director y escribió: "El padre y la hija mayor intentan enfrentarse al mundo con una mirada tan firme como la de la cámara estática de Ozu, y finalmente se resignan a aceptar la tragedia. que se presenta como inevitable en el fluir de la vida" . En 2009, la película ocupó el puesto 106 en la lista de las mejores películas japonesas de todos los tiempos según la revista de cine japonesa Kinema Junpō .

## Producción
La película esta rodada en blanco y negro, siendo así el último film neste estilo fotografía de Ozu, y fue rodada en la capital del Japón, Tokio.

## Medios domésticos
En 2007, The Criterion Collection lanzó la película como parte de la caja de DVD Eclipse Series 3: Late Ozu.